# روبرت كينيدي (كاتب)
روبرت كينيدي (بالإنجليزية: Robert Kennedy)‏ هو كاتب أمريكي، ولد في 20 يونيو 1933.